# 안드레이 그로미코
안드레이 안드레예비치 그로미코(러시아어: Андре́й Андре́евич Громы́ко, 벨라루스어: Андрэ́й Андрэ́евіч Грамы́ка 안드레이 안드레예비치 흐라미카, 문화어: 안드레이 안드레예비치 그로믜꼬, 1909년 7월 18일~1989년 7월 22일)는 소련의 정치인이자 외교관이었다. 1957년부터 1985년까지 소련의 외무상을, 1985년부터 1988년까지는 소련의 국가원수인 소련 최고평의회 상무회 의장을 지냈다. 1973년부터 1988년까지는 소련 공산당 중앙위원회 정치국원이었으며, 1956년에는 경제학 박사 학위를 취득하였다.
1944년, 미국 주재 소련 대사로서 국제 연합 창설 문제와 관련해 워싱턴에서 열린 덤버턴오크스 회의에서 소련 대표단을 이끌었다. 테헤란 회담 준비, 소련의 크림에서 열린 얄타 회담의 준비 및 개최 (1945년), 포츠담 회담 (1945년)에 참여하였다. 같은 해에는 소련을 대표해 미국 샌프란시스코에서 국제 연합 헌장에 서명한 소련 대표단을 이끌었다.
그로미코는 22차례 유엔 총회 세션에 참여하며 소련 대표단을 이끌었는데, 1940년 후반부터 소련의 이익을 수호하려는 목적으로 국제연합 안전보장이사회에서 거부권을 20회 이상 행사하였고, 그 결과 외교 무대에서 "미스터 노"라는 별명을 얻었다. 이후에는 소련과 미국, 북대서양조약기구의 주축 서유럽 국가들 간의 평화로운 관계를 지지했던 그로미코는 소련 정부를 대변하여 군축 분야에서 100개 이상의 이니셔티브를 제안하였다. 소련과 미국의 긴장 관계가 크게 고조되었던 쿠바 미사일 위기에서 그로미코가 맡은 역할은 오늘날까지도 역사 논쟁 주제로 남아있다.
1963년, 그로미코는 세 가지 환경에서 핵실험을 금지하는 조약 체결 발의를 제시하였으며, 1966년 1월에는 알렉세이 코시긴과 함께 인도와 파키스탄 간 전쟁을 막는 협상을 벌였다. 또한 그로미코의 참여로 핵확산 금지 조약 (1968년), 소련과 독일연방공화국 간 모스크바 조약 (1970년), 탄도탄요격미사일 시스템 제한에 관한 조약 (1972년), 소련과 미국 간 관계 원칙에 관한 조약 (1972년), 핵전쟁방지조약 (1973년), 전략무기제한 조약 (1972년, 1979년), 유럽안보협력회의 최종 합의 문서 (1975) 채택이 체결되었다.
이와 동시에 그로미코는 1968년, 바르샤바 조약군의 체코슬로바키아 침공과 프라하의 봄의 무력 진압을 지지했으며, 1979년에  소련군의 아프가니스탄 침공을 결정한 소련의 고위 지도자로 이루어진 협소한 집단의 구성원이었다.
그로미코는 오랜 세월 동안 소련 공산당의 지도자였던 레오니트 브레즈네프와 아주 가까운 동료였다. 그는 28년 동안 소련의 외무장관을 지냈는데, 이 기록은 소련과 러시아 연방 시대를 통틀어서 깨지고 있지 않다.
1985년 3월 열린 소련 공산당 중앙위원회 정치국 회의에서 미하일 고르바초프는 소련 공산당의 지도자로 지명되었다.. 그로미코는 1985년 소련의 국가원수인 소련 최고 소비에트 상무회 의장에 취임하였으며 1988년에 정치 경력을 마쳤다.
그로미코의 모든 외교 활동 표어는 "하루의 전쟁보다 10년의 협상이 낫다" («Лучше 10 лет переговоров, чем один день войны»)였다. 러시아 연방의 외무장관 세르게이 라브로프는 그로미코는 소비에트 시대의 위대한 외교관이었다고 평가했다.

## 생애

### 출신
1909년 7월 18일에 러시아 제국, 모길료프현, 호멜군, 레치콥스카야 볼로스트, 스타리예 그로미키 (오늘날 벨라루스 호멜주 베트카 지역에 속한 시골)의 벨라루스인 마을에서 태어났다. 대부분의 마을 사람들은 그로미코라는 성을 갖고 있었기 때문에 각 가족은 벨라루스 마을에서 흔히 볼 수 있듯이 각각의 별명을 갖고 있었다. 그로미코의 가족은 부르마코프라고 불렸는데, 부르마코프는 적은 토지를 보유하고 있었던 가난한 벨라루스인 상류층이었다. (소련 공산당 중앙위원회 구성원 그로미코의 전기 메모에는 러시아인으로 기재되어 있다. — 아마도 1919년부터 1926년까지는 호멜군이 러시아 소비에트 사회주의 연방 공화국의 일부였고 인구의 일부가 러시아인으로 등록되었다는 사실과 관련이 있는 결과일 수도 있다.
그로미코의 공식 소비에트 전기에는 농민 출신 및 그의 아버지가 당시 공장에서 일했던 농민이었다는 사실이 나와있다. 독립 연구에 따르면 그로미코의 아버지는 4년제 학교를 졸업하고 스톨리핀의 농업 개혁 동안 캐나다에 일하러 가서 그곳에서 영어를 배웠지만 벌목을 하던 중 손을 다쳐 고국으로 돌아왔다고 한다. 러일 전쟁 당시에는 만주에서 싸웠으며, 1914년 제1차 세계 대전이 터지자 러시아-독일 전선의 남서부 지역에서 싸웠다. 그로미코는 13살 때부터 아버지와 함께 마을 근처에서 일하면서 강을 따라 나무를 베고 뗏목을 탔다.
 해외에 나가서 전쟁에 참전했다는 아버지의 이야기는 미래 소련 외교 수장을 지낸 그로미코의 성경 형성에 큰 영향을 미쳤다..
그로미코에게는 알렉세이, 표도르, 드미트리라는 세 형제가 있었다. 이들은 모두 대조국전쟁 전선에 참전했는데, 이 가운데 둘은 전사하고, 셋째는 전쟁에서 입은 부상으로 사망하였다. 그로미코는 1955년 독일연방공화국 총리 아데나워와 협상 그리고 나중에는 유럽 국경의 불가침성과 관련해 단호한 입장을 표명하였다..

### 외교 경력의 시작
1939년 초, 그로미코는 뱌체슬라프 몰로토프와 게오르기 말렌코프가 의장을 맡았던 소련 공산당 중앙위원회 사무국에 초대되었다. 사무국은 여러 공산주의자들 가운데 외교 업무를 맡을 새로운 인력을 선발하였다. 1930년대 후반, 스탈린주의 탄압으로 외교인민위원회 조직에서 일할 인력이 부족하게 되었다. 새로운 인력은 인민위원회 인력으로 구성원으로 모집되었으며, 두 가지 주요 요구 사항이 부과되었다. 농민-프롤레타리아 출신이어야 했으며, 최소한의 외국어 지식이 있어야 했다. 이러한 상황에서 그로미코는 소련 외무부 인민위원회 인사부에서 근무하기에 적합한 유형이었다. 그로미코는 영어를 구사하고 영문학을 유창하게 읽었으며 이를 자신있게 보여주었다. 그로미코의 키도 눈길을 끌었는데 당시 그의 키는 185cm이었다고 한다. "몇년 뒤 그로미코는 자신의 아들에게 자신은 우연히 외교관이 되었다는 설명을 해주었다. 노동자, 농민 출신의 다른 사람이 선택을 받을 수 있었으며, 이는 이미 틀이다. 말리크, 조린, 도브리닌과 수백명의 다른 사람들이 나와 같은 방식으로 외교계에 발을 들였다."

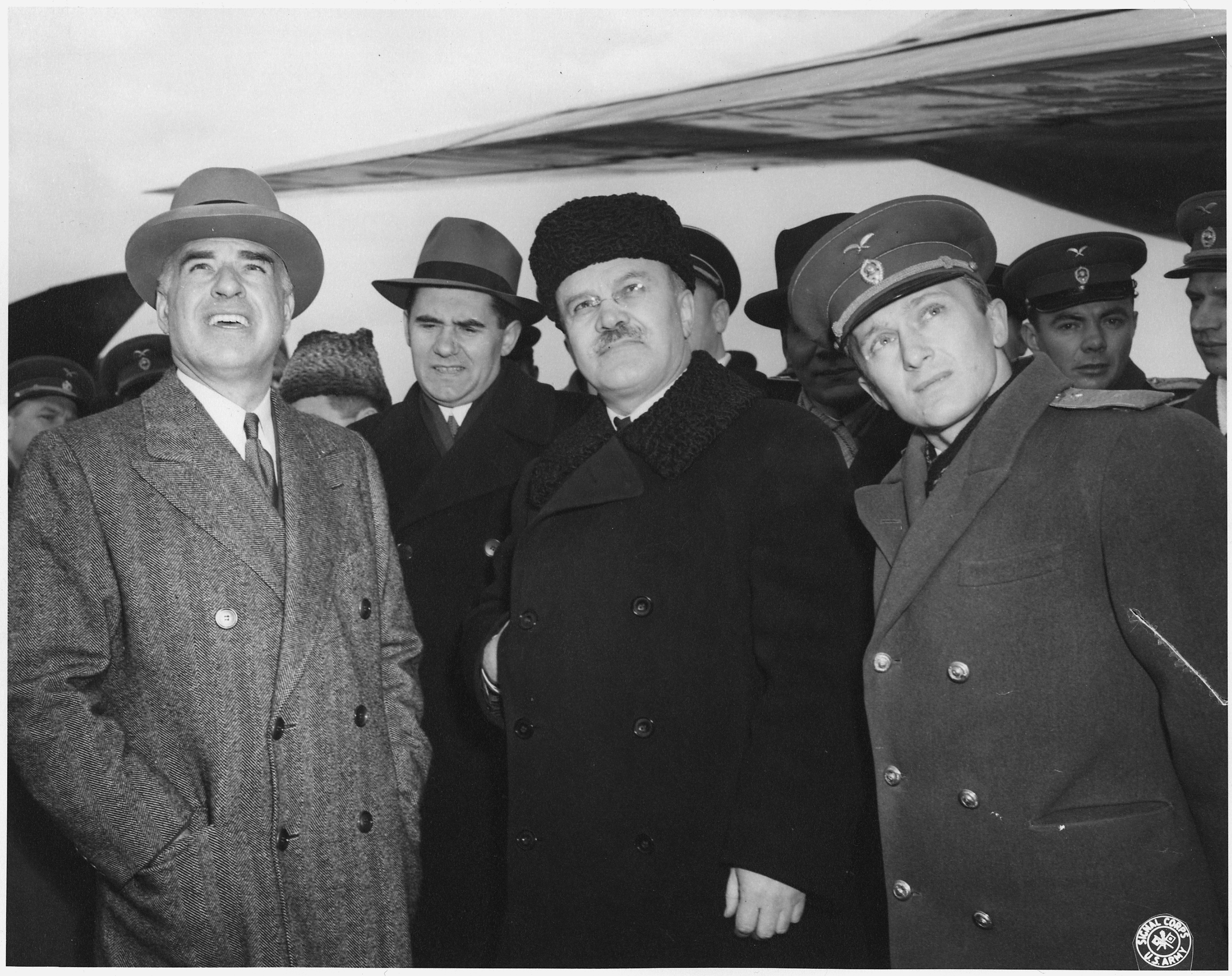
그로미코 (좌측 두 번째 인물), 1945년 2월, 얄타

1939년 5월, 그로미코는 소련 공산당 외무인민위원회 미주국 국장을 맡고 있었다. 같은 해 가을, 젊은 그로미코에게 새로운 이력을 쌓을 계기가 마련되었다. 당시 소련 지도부는 훗날 제2차 세계 대전으로 확대된 유럽의 분쟁 발발에서 미국의 입장을 새롭게 볼 필요가 있었다. 이오시프 스탈린은 그로미코를 소환했고, 소련 인민위원회 의장은 그로미코를 미국 주재 소련 대사관 (당시 전권대표부) 고문에 임명하기로 결정하였다. 그로미코는 만 7살짜리 아들 아나톨리와 함께 미국으로 갔다.
그로미코가 군사 업무에 필요한 지식과 경험이 부족했기에 소련군 총참모부의 외교 담당 국장이자 소련 정보총국의 직원이었던 알렉산드르 바실리예프 중장이 그로미코의 비공식 멘토 가운데 한 명이 되었다. 1944년, 미국 워싱턴에서 열린 덤버턴오크스 회의에서 그로미코가 소련 대표단을 이끌었을 때 바실리예프 중장은 그로미코의 군사 고문을 맡았다.
1939년부터 1943년까지 그로미코는 미국 주재 소련 전권대표부(대사관과 유사)의 고문이었으나, 당시 미국 주재 소련 대사였던 막심 리트비노프와 우호적인 관계를 맺진 못했다. 1943년 초, 리트비노프는 스탈린의 눈밖에 나면서 모스크바로 소환되었다. 이 때문에 그로미코는 공석이 된 미국 주재 소련 대사의 업무를 1946년까지 담당하며, 동시에 쿠바에서 소련 특사를 수행하였다. 그로미코는 이 시기에 테헤란 얄타, 포츠담 동맹국 정상회담 준비에 적극 참여했으며, 1945년에 열린 얄타와 포츠담 회담에는 그 자신이 참가하였다..

### 전후 기간, 국제 연합
1946년부터 1948년까지 그로미코는 유엔 안전 보장 이사회에서 소련 상임대표를 지냈다. 그로미코는 이 직책을 맡은 첫 소련 외교관이자 유엔 총회의 22개 세션에 참가한 소련 대표단의 의장이었다.
1946년부터 1949년까지는 소련 외무차관을 지냈으며, 이미 그 당시 타임지는 그로미코의 "놀라운 능력"을 언급했다.
1949년부터 1952년까지 소련 외무 차관보를 지냈는데, 매사에 국가 규율을 준수했던 그로미코는 1950년, 본성에 맞지 않는 실수를 저질렀다. 이 실수는 크렘린과 상의하지 않고 소련 국가 계획 위원회와 재무부의 압력을 받아 중화인민공화국과 루블과 위안 비율에 관한 국가 간 협정에 서명한 일이었다. 이 일은 중국과 경제 관계를 개인적으로 통제했던 이오시프 스탈린을 불쾌하게 했으며, 이 일화는 2년 후 그로미코를 소련 외무부 제1차관직에서 해임하고 영국 주재 소련 대사로 보내기로 한 스탈린의 결정과 관련이 있다.  그로미코는 1952년부터 1953년까지 영국 주재 소련 대사를 맡았다.
1951년, 그로미코는 샌프란시스코 강화 조약에서 소련 대표단을 이끌고 미국과 영국에게서 북쿠릴 열도에 대한 소련의 주권을 하보마이 해령, 시코탄 섬, 쿠나시르 섬, 이투루프 섬 일부로 공식 인정 받으려고 시도했다. 이 영토는 제2차 세계 대전 이전에는 러일 전쟁 이후 일본 영토에 속해있었다.  그로미코는 샌프란시스코 평화 조약 (1951년) 초안을 적절하게 수정하자고 주장했지만, 미국과 영국 대표단은 이를 거부했고, 그로미코가 제기한 조약 초안 수정은 조약의 최종 결과물에 포함되지 않았다. 이와 다른 여러 가지 이유로 소련 대표단은 조약 서명을 거부했다. 그 결과 남사할린과 쿠릴 열도의 최종 소유권은 샌프란시스코 조약에 따라 결정되지 않았다. 조약 문서에는 샌프란시스코 평화 조약이 조약에 서명하지 않은 국가에 조약의 영향으로 발생하는 권리를 제공하지 않는다고 명시되어 있다. 1992년, 일본 외무성은 일본 주재 러시아 대사관을 거쳐 "일본은 포기한 영토의 영유권을 주장하지 않을 것"이라는 입장을 언론에 공식 비망록을 거쳐 전했다. 샌프란시스코 회의에서 일본은 남사할린과 쿠릴 열도에 대한 모든 권리를 조약으로 포기했다. 단, 일본은 오늘까지 일본의 영토로 간주하는 하보마이 산, 시코탄, 쿠나시르 및 이투룹 섬을 여기에서 제외했다. 오늘날까지도 이 문제는 러일 협상에서 매우 민감한 외교 문제로 남아있다.

### 소련 외무장관

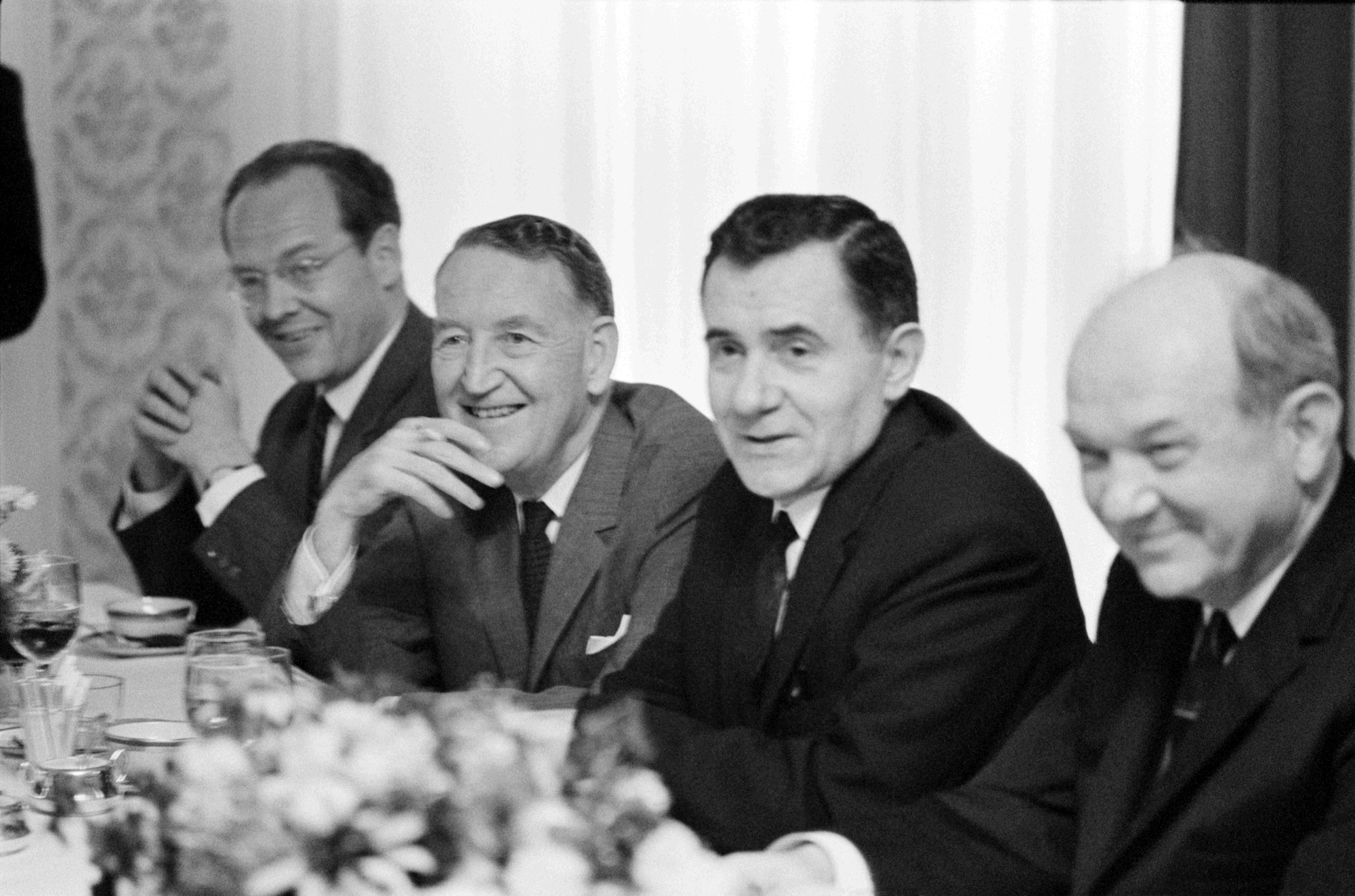
1967년, 글래스버러에서 만난 소련 외교관 바차노프, 톰슨 소련 주재 미국 대사, 그로미코 소련 외무장관, 미국 국무장관 러스크 (왼쪽에서 오른쪽으로)

그로미코는 1957년부터 1985년까지 28년 동안 소련 외무장관직을 수행했으며, 외무장관 재임 기간 동안 재래식 및 핵무기 경쟁 통제에 관한 협상 과정에 기여했다. 1946년, 그로미코는 소련을 대표하여 군비의 전면적인 축소 및 규제와 원자력의 군사적 사용 금지에 대한 제안을 제출했다. 그로미코 주도로 1963년 부분적 핵실험 금지 조약, 1968년 핵확산방지조약, 1972년 탄도탄 요격유도탄 조약, 전략 무기 제한 협상, 1973년 핵전쟁 예방에 관한 협정을 포함하여 관련 문제와 연관성이 깊은 많은 협정과 조약이 준비되고 서명되었다.
1978년 4월, 그로미코는 자신의 전 개인 비서이자 친구이자 외교관이었던 유엔 사무차장 아르카디 셰브첸코가 미국으로 망명하면서 큰 타격을 입었다.
28년 5개월 동안 외무장관직을 수행한 그로미코는 28년 7개월 동안 철도부 장관직을 수행한 보리스 베셰프에 이어 소련 내각에서 두 번째로 오랫동안 장관직을 수행하였다.

### 1962년 카리브해 위기

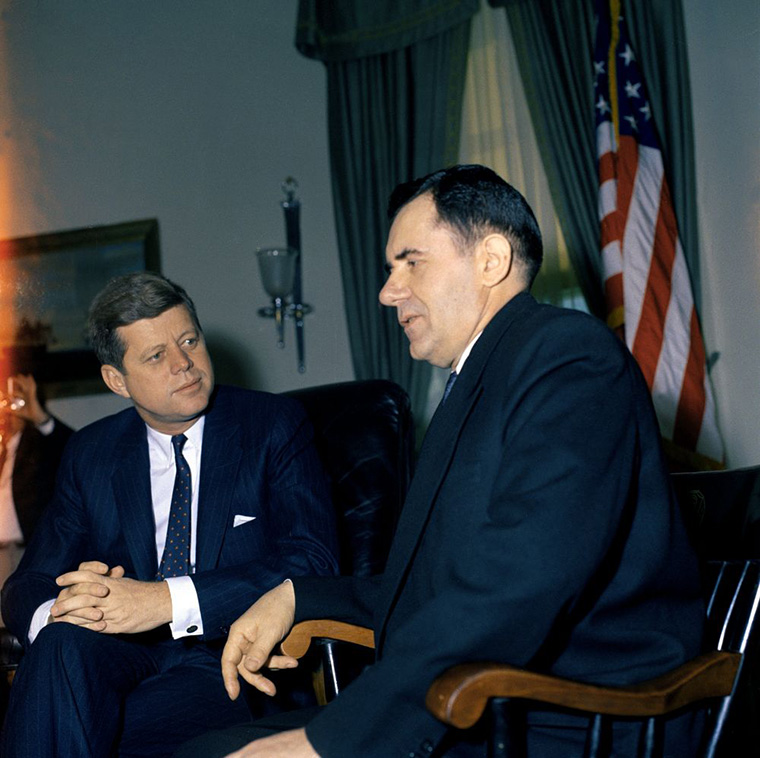
백악관 집무실에서 대화를 나누는 존 F. 케네디와 안드레이 그로미코. 1961년 3월 27일, 워싱턴

세계사에 쿠바 미사일 위기로 기록된 1962년 소련과 미국 간 치열한 정치, 외교, 군사 대결의 여파로 그로미코는 존 F. 케네디 미국 대통령을 상대로 한 협상에서 어려운 위치에 놓였다. 미국 연안 서반구 쿠바 섬에 핵무기를 장착한 소련 미사일을 배치하는 소련군 총참모부의 작전은 1급 비밀 계획으로 수행되었다. 그로미코는 소련이 쿠바에 핵 미사일을 전달하면 미국에서 정치 폭발이 일어날 것"이라는 전제로 니키타 흐루쇼프가 낸 제안을 받아들였다. 1962년 10월 18일, 케네디가 그로미코와 미국 주재 소련 대사 아나톨리 도브리닌을 백악관 집무실로 불러들였을 때, 소련 R-12 미사일 42발 (NATO SS-4 분류에 따름)과 핵탄두를 지닌 소련 여단 병력 40,000명이 이미 쿠바에 보내져 섬에선 새로운 시설 설치가 한창이었다. 이를 향한 대응으로 미국은 대규모로 쿠바를 침공할 준비가 되어 있었다. 회고록에서 그로미코는 이 협상이 자신의 외교 관행에서 가장 어려운 협상이었다고 언급했다. 케네디 대통령은 이 상황을 "제2차 세계 대전 이후 가장 위험하다"고 평가하며 좋게 끝나지 않을 것이라고 우려했다. 그로미코는 그러한 환경에서 위협과 협박은 부적절하며 "소련은 쿠바 문제와 관련하여 또는 상황과 관련하여 대규모 전쟁을 촉발할 위협이 있을 때 단순한 구경꾼 노릇을 하지 않을 것"이라고 이의를 제기했다. 그로미코는 케네디에게 1년 전에 실패로 끝난 미국의 군사 작전 피그스만 침공을 상기시켰다. 케네디는 코치노스만 (미국에선 피그스만이라고 부름) 침공을 실수로 인정하고 쿠바에 배치된 소련의 공격용 무기를 자세히 논의했다. 그로미코는 소련의 쿠바 지원이 오로지 쿠바의 국방력 증진과 평화 발전을 위한 것이라면서 협력은 특정 방어 무기 사용과 관련한 쿠바 요원 훈련으로 제한된다고 밝혔다. 케네디는 이 논의에서 미사일과 관련된 직접 질문을 하지 않았고, 자신의 책상 서랍에 있던 쿠바에 배치된 미사일 사진 조차 꺼내지 않았다.
접견이 끝나고 그로미코를 태운 비행기는 모스크바로 돌아오는 길에 스코틀랜드의 프레스트윅 공항에 중간 착륙을 했고, 그로미코는 그곳에서 자신의 아들이자 영국 주재 소련 외교관인 아나톨리 그로미코를 만났다. 안드레이 그로미코는 아들과 나눈 공항 터미널에서 나눈 대화에서 케네디가 미사일과 관련해 직접 질문을 한 적이 없다는 사실을 설명했다. 그로미코는 케네디가 갈등이 뜨거운 국면으로 바뀔 경우를 대비해 미국의 행동 계획을 공개하고 싶지 않았기에 그런 질문을 자제했을 거라고 말했다. 그로미코는 이 대화에서 미국이 주요 전쟁에 참여하지 않을 것이라는 자신의 확신을 밝혔다.
그로미코와 케네디의 접견에 참석했던 딘 러스크 미국 국무장관은 그로미코와 케네디의 만남을 다소 다르게 설명했다. 케네디는 그로미코에게 자백할 기회를 줬지만, 그로미코는 케네디의 발언 내용을 한 번도 들어본 적이 없는 수많은 뻔뻔한 거짓말인양 취급했다는 것이다.그로미코는 모스크바에 보낸 보고서에서 미국 정부가 쿠바를 향한 지원을 제공한 소련의 용기에 놀랐고 미국이 쿠바를 새로 침공할 경우 반격하겠다는 소련의 결의를 알고 있다고 보고했다. 케네디와 흐루쇼프 사이 신경질적인 편지 교환 이후 상황이 위험한 지경에 이르렀을 때, 미국 대통령은 크렘린에“미국은 우리 반구의 안보를 향한 이러한 위협을 제거하기로 결정했다”고 알렸다. 10월 24일, 케네디는 전후 미 전략공군사령부 역사상 처음으로 핵전쟁 준비태세를 포함한 완전한 전투태세를 의미하는 데프콘-2 상태로 이관할 것을 명령했다. 이 때 소련 국가보안위원회 제1총국이 사건에 연루되었다..

소련 외교관이자 정보 장교인 알렉산드르 펠릭소프의 회고록에 따르면, 심각한 단계에 놓인 카리브해 위기를 해결하려는 협상은 공식 외교 채널 밖에서 진행되었다. 두 강대국 지도자 케네디와 흐루쇼프 사이 비공식 연결은 소위 "스캘리-포민" 채널을 거쳐 이루어졌으며, 미국 측에서는 존 F. 케네디의 남동생이자 미국 법무장관인 로버트 F. 케네디와 그의 친구 ABC 기자 존 스캘리, 소련 측에선 워싱턴 D.C 거주하는 소련 국가보안위원회 정보 장교 알렉산드르 펠릭소프 (1962년 당시 가명 포민을 사용)와 모스크바에 있는 그의 직속 상관 알렉산드르 사하롭스키 중장이 대화에 나섰다..
펠릭소프는 위험을 무릅쓰고 소련 외무부의 동의 없이 미국이 쿠바를 침공할 경우 소련이 서베를린에 있는 미군에 큰 타격을 줄 것이라고 미국 측에 경고했다. 이 발언에 놀란 미국 측은 타협을 제안했다. 미국은 국제 연합 통제 하에 있는 쿠바에서 소련 미사일을 해체하고 제거하는 대신 봉쇄를 해제하고 쿠바 침공을 자제하겠다고 약속했다. 그로미코를 대신하여 도브리닌 주미 소련 대사는 또한 튀르키예에서 미군 기지 철수를 요구했는데, 이 조건은 당시에는 공개되지 않았다. 1962년 10월 말에는 협정이 체결되어 흐루쇼프와 케네디가 협정을 승인한 후, 미사일은 쿠바에서 즉시 반환되었으며, 1963년 초에는 터키의 미군 기지가 조용히 폐쇄되어 쿠바 미사일 위기가 해결되었다..
소련 외교관이자 정보 장교 펠릭소프는 쿠바 미사일 위기에서 그로미코의 역할을 다른 식으로 설명했다. 펠릭소프는 흐루쇼프가 비밀을 유지하려고 전례없는 조치를 취했다고 했다. 소련 외무부와 그로미코는 미국 연안에서 진행되고 있었던 군사 작전을 알지 못했다. 미국 주재 소련 대사관 대사도 군 관계자도 무슨 일이 일어나고 있는지 정확히 알지 못했다. 이러한 조건에서 그로미코는 케네디 미국 대통령에게 쿠바에 원자 탄두가 장착된 소련의 탄도 및 전술 미사일 배치와 관련한 신뢰할 수 있는 정보를 제공할 수 없었다. 도브리닌의 회고록에 따르면, 그로미코만이 쿠바 미사일 배치를 알고 있었지만, 그로미코는 이를 주미 소련 대사에게 알릴 필요는 없다고 생각했다. 이 여파로 그로미코가 모스크바로 떠난 후 대사관은 협상 과정에서 벗어났고, 소련 측 인사들은 미국 행정부가 크렘린의 진정한 의도를 읽기 어렵게 혼란을 유도했다. 그리고 중요한 순간 주요 책임은 TASS 특파원 신분으로 워싱턴에서 일한 펠릭소프와 소련군 총참모부 소속 게오르기 볼샤코프와 같은 미국 체류 소련 첩보원들에게 떨어졌다.

### 핵확산금지조약
소련 외교관 롤란트 티메르바예프는 크렘린과 백악관 사이에 핵무기비확산조약이 체결되는 데 크게 기여한 안드레이 그로미코를 높게 평가하였다.
이 모든 것은 1966년 9월과 10월에 뉴욕과 워싱턴에서 그로미코가 린든 존슨 미국 대통령, 딘 러스크 국무장관과 비즈니스 미팅을 하면서 시작되었다. 그 당시 그로미코에게는 미국과 서독이 공동으로 다자간 핵무기를 보유하려는 움직임이 특별한 문제였다. 소련은 이들의 이러한 움직임에 민감하게 반응하였다. 소련 외에도 북대서양 조약 기구의 많은 국가들 (영국, 프랑스 등)이 이러한 계획에 부정적인 반응을 보였고, 결국 1966년, 미국은 이러한 계획을 철회해야만 했다. 이로써 핵확산금지조약의 특정 조항을 논의할 수 있는 기회가 열렸다. 러스크와 그로미코는 직접 합의를 거쳐 모든 형태의 핵무기 및 통제 수단을 그 누구에게도 이전하지 못하도록 근본적으로 금지하는 내용에 합의하였다. 그로미코의 아들은 자신의 아버지가 샌프란시스코 유엔 헌장에서 남긴 서명 다음으로 이 문서에서 남긴 서명을 두 번째로 중요하게 여겼다고 회상했다..

### 소련에서 유대인의 이주
중동 6일 전쟁의 여파로 소련과 이스라엘 간 관계가 단절된 지 1년 뒤인 1968년 6월 10일, 소련 중앙위원회는 소련 국방부 지도부에게서 공동 서한을 받았다. 소련 외무부와 국가보안위원회는 그로미코와 안드로포프 주도로 유대인 이민을 허용하는 안에 서명했다. 그로미코는 인도적 목적 고려와 소련의 국제 권위를 강화하려는 열망으로 1960년대 후반과 1970년대 초반에 소련 유대인의 이스라엘 송환과 관련한 소련의 정책을 완화하려고 노력했다. 국익과 세계 무대에서 국가의 위신을 진지하게 생각하지 않은 안드로포프는 이스라엘 영구 거주 목적으로 떠나는 소련 유대인들에게 소련 대학에서 그들의 학업 비용으로 쓰인 돈을 상환해야 한다는 명령을 도입했다. 그로미코는 인권을 침해하는 그런 결정이 소련의 외교 정책 명성에 큰 타격을 줄 것이라고 소련 지도부를 설득하면서 반대했다. 불과 몇 년 후, 안드로포프는 그로미코의 견해가 옳았다고 확신했고 학업에 대한 보상과 관련한 결정은 공식적으로 취소되진 않았지만 잊혀졌고, 실제로는 이와 관련한 조치가 중단되었다.

### 외교술

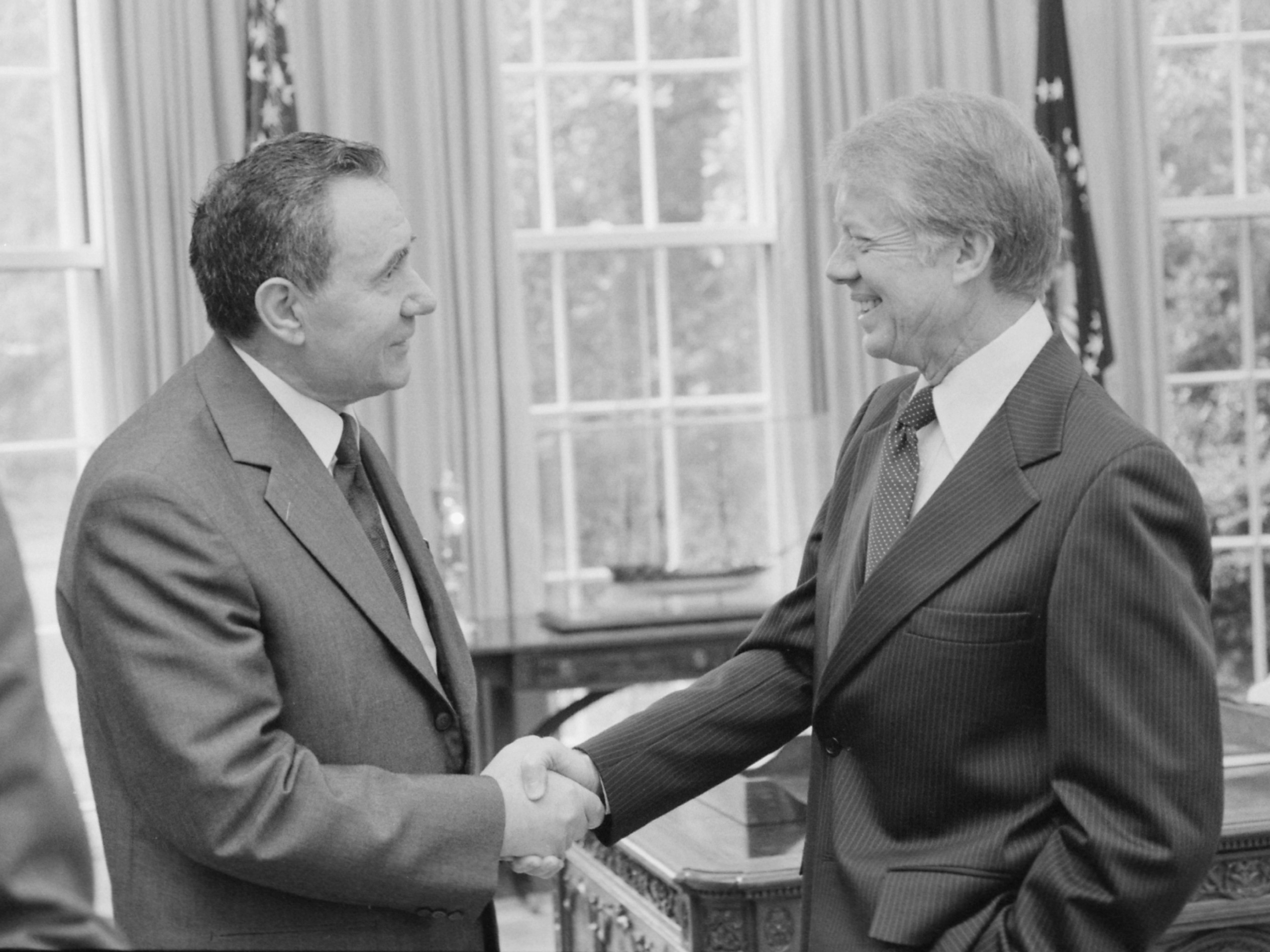
1978년, 지미 카터 미국 대통령과 만난 그로미코

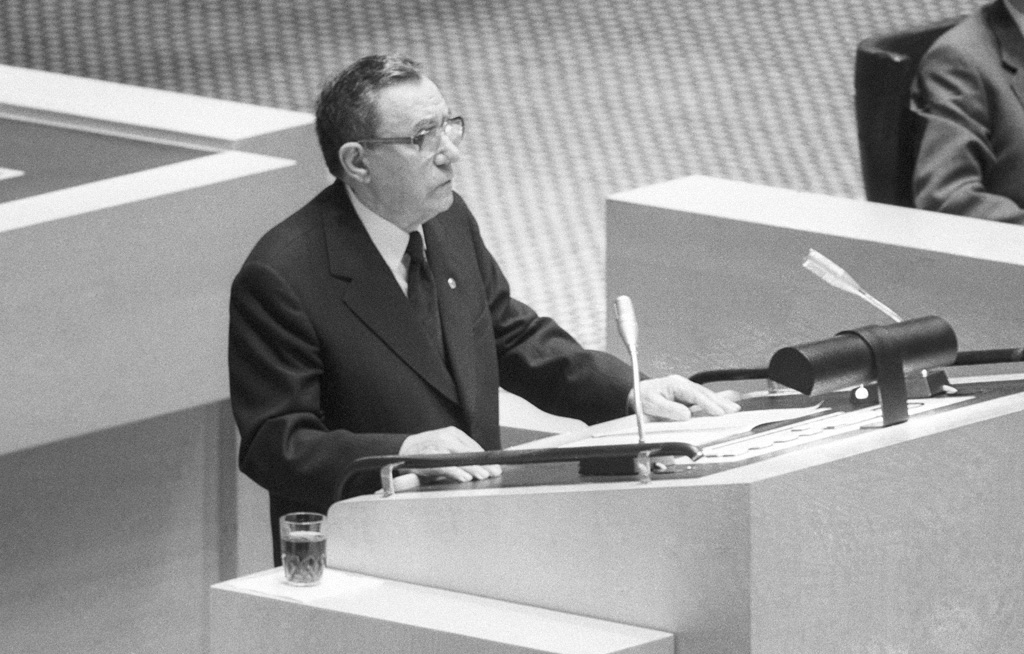
1984년, 스톡홀름에서 열린 유럽의 신뢰 구축 조치, 안보 및 군축에 관한 회의에서 연설하는 그로미코

### 소련에서 고위직을 향한 투쟁
그로미코는 1931년부터 소련 공산당 (구 전연방공산당)의 구성원이었다 1952년부터 1956년까지는 후보였으며, 1956년부터 1989년까지 소련 공산당 중앙위원회 위원, 1973년부터 1988년까지 소련 공산당 중앙위원회 정치국원을 지냈다.
소련 공산당 엘리트들이 권력 투쟁을 벌이는 동안, 그로미코는 1957년, 뱌체슬라프 몰로토프에 반대하고 니키타 흐루쇼프를 지지했으며, 1964년에는 레오니트 브레즈네프를 지지하면서 니키타 흐루쇼프에 반대했다.
출판된 자료에 따르면, 1982년 1월 미하일 수슬로프가 사망한 후 그로미코는 유리 안드로포프를 거쳐 소련의 비공식 정당 계층에서 비어 있는 2인자에 올라설 가능성을 찾으려고 했다. 동시에 그로미코는 2인자가 결국 1인자가 될 것이라는 확실한 전망이 있었다. 이를 향한 응답으로 유리 안드로포프는 인사 문제에서 브레즈네프의 탁월한 능력을 조심스럽게 언급했지만, 브레즈네프가 사망하고 자신이 서기장이 되자 그로미코에게 소련 최고 소비에트 상임위원회 의장이 될 것을 제안했다. 하지만 그로미코는 안드로포프가 제안한 직위는 안드로포프 자신이 맡아야 한다는 것을 깨닫고 이 제안을 거절했다. 1983년 그로미코는 소련 각료평의회 제1부의장이 되었다. 그로미코는 1985년까지 이 직책을 맡았다. 전 국가보안위원회 의장 블라디미르 크류치코프는 사사로운 일 (Личное дело)이라는 책에서 1988년 1월에 그로미코와 대화한 내용을 회상하였다. 1985년, 체르넨코가 사망한 후, 정치국의 동료들이 그로미코에게 소련 공산당 중앙위원회 서기장직을 맡을 것을 제안했지만, 그로미코는 미하일 고르바초프를 위해 그 제안을 거절했다고 언급했다.

### 죽음

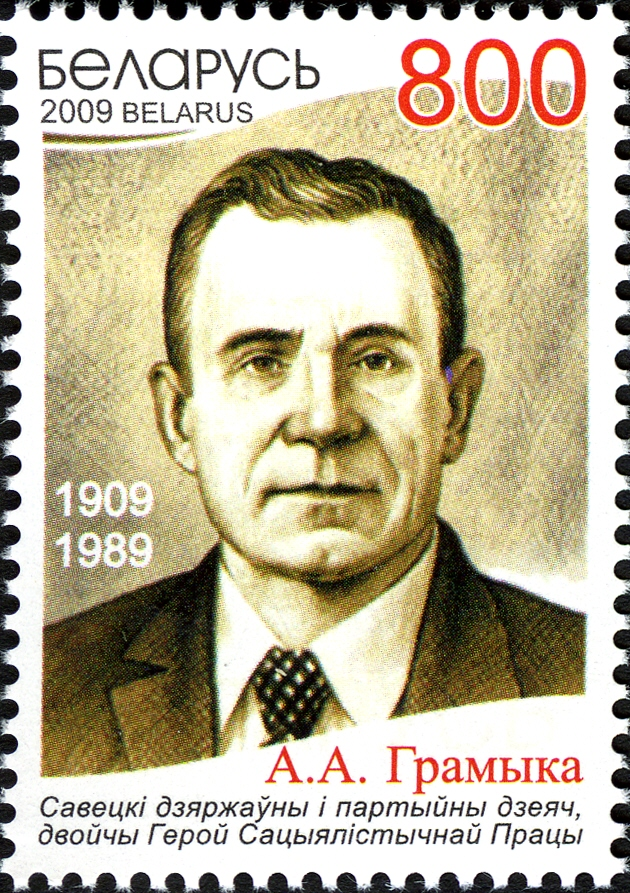
2009년, 벨라루스에서 발행된 그로미코 우표

그로미코는 중요한 혈관을 교체하는 응급 수술을 받았으나, 복부 대동맥의 파열된 동맥류에 따른 합병증으로 1989년 7월 2일에 사망했다. 작별 행사와 장례식은 7월 5일, 미하일 프룬제의 이름을 딴 소련군 중앙회관에서 열렸다. 미하일 고르바초프 소련공산당 중앙위원회 서기장과 소련 외무부 장관 예두아르트 셰바르드나제는 작별 행사와 장례식에 참석하지 않았다.
소련 공식 매체에서 처음 보도할 당시에는 그로미코가 크렘린 성벽 근처의 붉은 광장에 묻힐 것이라고 발표됐지만, 고인의 유언과 친척의 요청에 따라 장례식은 노보데비치 공동 묘지에서 열렸다. 이는 크렘린 묘지와 관련한 마지막 국가 장례식이었으며, 그 이후로 붉은 광장의 장례식과 관련한 문제는 제기된 적이 없다..

## 수상
- 사회주의노동영웅 2회 (1969년, 1979년)
- 레닌 훈장 7회 (1944년, 1945년, 1959년, 1966년, 1969년, 1979년, 1984년)
- 조국전쟁훈장 1급 (1985년)
- 노동적기훈장 (1948년)
- 명예의 휘장 훈장 (1954년)
- 소련의 메달
- 레닌상 (1982년)
- 소련 국가상 (1984년) 논문 - "자본의 외부 확대: 역사와 현대성" (1982년)
- 소련 공산당에서 50년 휘장
- 페루 태양 훈장 기사 대십자[20]
- 클레멘트 고트발트 훈장 (체코슬로바키아 사회주의 공화국, 1979년)[21]
- 깃발 훈장 (헝가리 인민 공화국)
- 평화 우호 훈장 (헝가리 인민공화국, 1979년)
- 게오르기 디미트로프 훈장 (불가리아 인민공화국)

## 영화
- 소련 영화 "승리" (1984년)에서 빅토르 일리체프가 그로미코 역을 맡았다.
- 미국 영화 "10월의 미사일" (1974년)에서 네헤미야 페르소프가 그로미코 역을 맡았다.
- 영화 D-13 (2000년)에서 알렉산데르 크루파가 그로미코 역을 맡았다.
- 러시아 TV 시리즈 "브레즈네프" (2005년)에서 바딤 야코블레프가 그로미코 역을 맡았다.
- 러시아 영화 "하키 게임" (2012년)에서 빅토르 라키레프가 그로미코 역을 맡았다.